# Нятирнаря
Нятирнаря (рум. Neatârnarea) — село у повіті Тулча в Румунії. Входить до складу комуни Бейдауд.
Село розташоване на відстані 193 км на схід від Бухареста, 53 км на південний захід від Тулчі, 64 км на північ від Констанци, 84 км на південний схід від Галаца.

## Населення
За даними перепису населення 2002 року у селі проживали 578 осіб, усі — румуни. Усі жителі села рідною мовою назвали румунську.